# Antoni Llabrés Fuster
Antoni Llabrés Fuster (Palma, 1968)  és un jurista i acadèmic mallorquí. És doctor en Dret, especialista en Criminologia i ha estat professor titular de Dret Penal a la Universitat de València. Posteriorment s’ha incorporat al Departament de Dret Públic de la Universitat de les Illes Balears. Ha exercit com a director del Servei de Política Lingüística de la Universitat de València.
El febrer de 2024 es va presentar com a únic candidat a la presidència de l’Obra Cultural Balear (OCB), encapçalant una candidatura composta per setze membres, amb paritat de gènere i una combinació de continuïtat i noves incorporacions. La candidatura tenia com a objectius donar continuïtat al projecte iniciat el 2022 i reforçar el paper de l’OCB davant el context polític de les Illes Balears.
L’any 2023, va participar en la redacció d’un informe que va acabar tenint un pes rellevant en el debat polític sobre l’amnistia als implicats en el procés independentista català. El document, fet a quatre mans amb altres acadèmics del ram, el va presentar Sumar com a base jurídica per negociar la futura llei.
Entre les seves aportacions destaca la direcció d’un Vocabulari de Dret i la traducció al català del Codi Penal.